# Pau Cendrós López
Pau Cendrós López (Palma de Mallorca, 1 april 1987) is een Spaanse voetballer die sinds augustus 2012 uitkomt voor het Belgische AA Gent.
Hij is een verdediger, die zowel rechts als centraal in de verdediging uit de voeten kan. Hij bracht het grootste deel van zijn professionele carrière bij Real Mallorca.

## Carrière
Zijn eerste ervaringen op het hoogste niveau waren uitleenbeurten aan Benidorm, Tenerife en Levante in respectievelijke volgorde. Vanaf 2010 speelde hij opnieuw voor de club waar het allemaal begon, RCD Mallorca. In augustus 2012 tekende hij een tweejarig contract bij de Belgische club AA Gent. Cendrós maakte zijn debuut voor de Gentenaars in de competitiewedstrijd op en tegen Waasland - Beveren. Cendrós stond aan de aftrap en speelde de hele wedstrijd mee. De wedstrijd eindigde in een 0-2-overwinning. Op 23 januari 2014 werd zijn contract in onderling overleg verbroken. Cendros zou een contract tekenen bij de Spaanse tweedeklasser AD Alcorcón.

## Statistieken
| Seizoen         | Club            | Land            | Competitie         | Competitie | Competitie | Beker | Beker | Internationaal | Internationaal | Totaal | Totaal |
| Seizoen         | Club            | Land            | Competitie         | Wed.       | Dlp.       | Wed.  | Dlp.  | Wed.           | Dlp.           | Wed.   | Dlp.   |
| --------------- | --------------- | --------------- | ------------------ | ---------- | ---------- | ----- | ----- | -------------- | -------------- | ------ | ------ |
| 2007/08         | → Benidorm CF   | Vlag van Spanje | Segunda División B | 37         | 1          | 0     | 0     | 0              | 0              | 37     | 1      |
| 2008/09         | → CD Tenerife   | Vlag van Spanje | Segunda División B | 8          | 0          | 0     | 0     | 0              | 0              | 8      | 0      |
| 2009/10         | → Levante UD    | Vlag van Spanje | Segunda División B | 35         | 1          | 0     | 0     | 0              | 0              | 35     | 1      |
| 2010/11         | RCD Mallorca    | Vlag van Spanje | Primera División   | 31         | 0          | 1     | 0     | 0              | 0              | 32     | 0      |
| 2011/12         | RCD Mallorca    | Vlag van Spanje | Primera División   | 25         | 0          | 5     | 0     | 0              | 0              | 30     | 0      |
| 2012/13         | AA Gent         | Vlag van België | Eerste klasse      | 22         | 0          | 0     | 0     | 0              | 0              | 22     | 0      |
| 2013/14         | AA Gent         | Vlag van België | Eerste klasse      | 4          | 0          | 1     | 0     | 0              | 0              | 5      | 0      |
| 2013/14         | AD Alcorcón     | Vlag van Spanje | Segunda División   | 13         | 1          | 0     | 0     | 0              | 0              | 13     | 1      |
| 2014/15         | RCD Mallorca    | Vlag van Spanje | Segunda División   | 35         | 2          | 0     | 0     | 0              | 0              | 35     | 2      |
| 2015/16         | CD Lugo         | Vlag van Spanje | Segunda División   | 24         | 0          | 0     | 0     | 0              | 0              | 24     | 0      |
| Carrière totaal | Carrière totaal | Carrière totaal | Carrière totaal    | 234        | 5          | 7     | 0     | 0              | 0              | 241    | 5      |